# 885
Het jaar 885 is het 85e jaar in de 9e eeuw volgens de christelijke jaartelling.

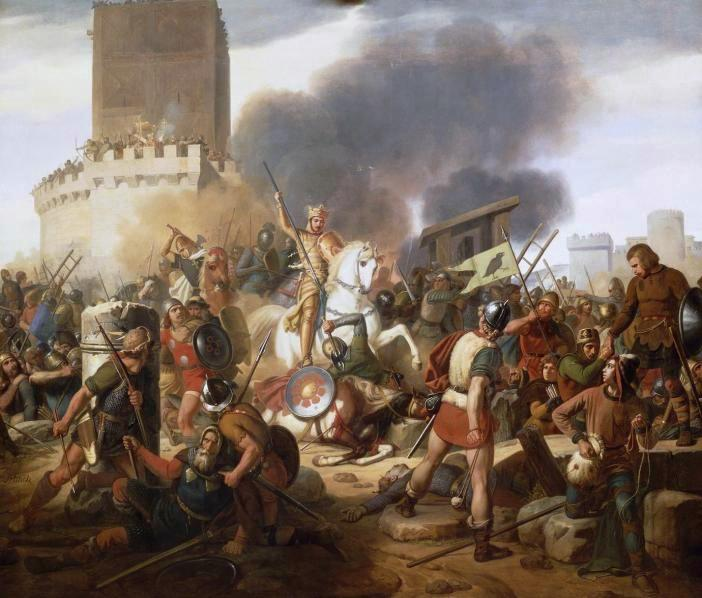
Odo verdedigt Parijs tegen de Vikingen

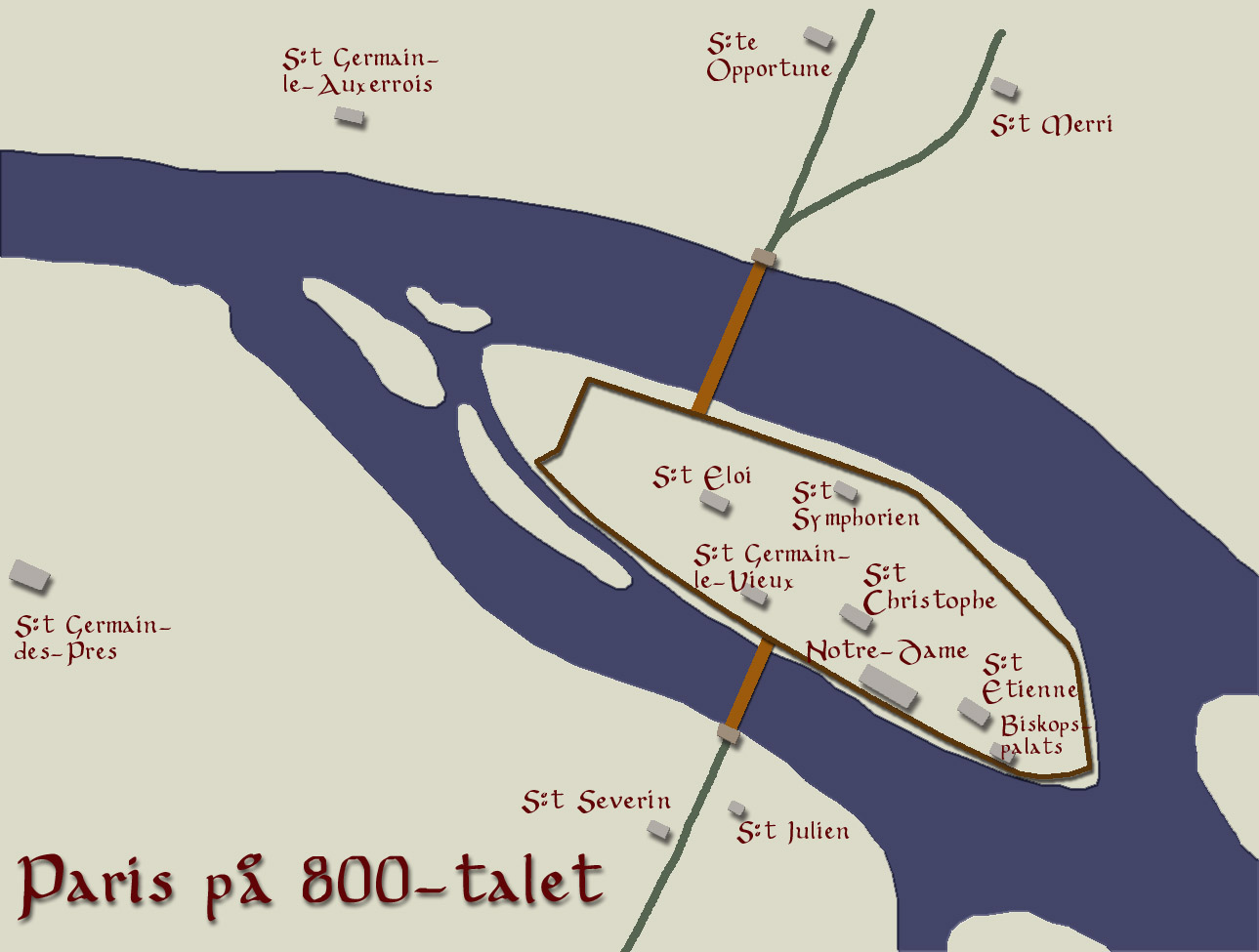
Kaart van Parijs tijdens de belegering

## Gebeurtenissen

### Europa
- Godfried de Noorman, Deens Vikinghoofdman, wordt door Hendrik van Babenberg gevangengenomen en in Herespich vermoord. Zijn zwager Hugo, hertog van de Elzas, wordt beschuldigd van een samenzwering tegen koning Karel de Dikke en de ogen uitgestoken. Hij wordt verbannen naar de abdij van Sankt Gallen. Hiermee komt een einde aan de Deense heerschappij in Frisia (huidige Friesland).
- 25 november - Beleg van Parijs: Een Vikingvloot met 700 schepen en 30.000 krijgers[1] vaart de rivier de Seine op en eist bij Parijs een vrije doorgang (onder de belofte om de stad niet te plunderen). Dit wordt geweigerd. Na dagen van felle weerstand weet Odo, graaf van Parijs, met een klein garnizoen (200 man) alle aanvallen af te slaan. De Deense Vikingen beginnen met een belegering die een jaar zal duren.

### Arabische Rijk
- Armenië (Groot Armenië) vecht zich vrij van het kalifaat van de Abbasiden en wordt een onafhankelijk koninkrijk onder het bewind van koning Ashot I. Hij maakt Ani de nieuwe hoofdstad. (waarschijnlijke datum)

## Religie
- Herfst - Paus Adrianus III overlijdt in Modena (Noord-Italië) tijdens een reis naar Worms (huidige Duitsland). Hij wordt opgevolgd door Stefanus V als de 110e paus van de Katholieke Kerk.
- De Literaire School van Preslav wordt gesticht door Boris I, heerser (knjaz) van het Bulgaarse Rijk. (waarschijnlijke datum)
- Eerste schriftelijke vermelding van Zingem (huidige België).

## Geboren
- 6 februari - Daigo, keizer van Japan (overleden 930)
- Boso III, markgraaf van Arles (waarschijnlijke datum)
- Everhard III, hertog van Franken (overleden 939)
- Giselbert II, hertog van Lotharingen (overleden 939)

## Overleden
- 6 april - Methodius, Byzantijns aartsbisschop
- 25 juli - Ragenold van Neustrië, Frankisch edelman
- Adrianus III, paus van de Katholieke Kerk
- Giselbert I van Maasgouw, Frankisch edelman
- Godfried de Noorman, Deens Vikinghoofdman